# Alias (Mac OS)
En Mac OS System 7 y posteriores, un alias es un fichero de pequeño tamaño que representa a otro objeto en el sistema de archivos. Presenta cierta similitud con los enlaces simbólicos de Unix, pero con la ventaja de funcionar incluso si el fichero de destino cambia su ubicación en el mismo disco. Mac OS X (descendiente de BSD) permite también el uso de enlaces simbólicos de Unix.
Un alias típico tiene un tamaño pequeño, entre 1 y 5 KB. Actúa como un representante de cualquier objeto del sistema de archivos, como documentos, aplicaciones, carpetas, discos duros, recursos de red compartidos, dispositivos extraíbles o impresoras. Cuando se le hace doble clic, el sistema actuará de la misma forma que si hubiésemos realizado ese evento en el fichero original. El propósito del alias es ayudar al usuario a manejar un gran número de archivos mediante métodos alternativos de acceso sin tener que duplicarlos.
El alias además es una referencia dinámica, permitiendo mover el original a otra ubicación en el sistema de archivos sin romper el enlace. El sistema operativo guarda fragmentos de información sobre el original en el Fork del fichero alias, como por ejemplo:
- Ruta de acceso
- ID del archivo
- ID del directorio
- Nombre
- Tamaño del archivo

Debido a que cualquiera de estas propiedades pueden cambiar como resultado de la actividad de un usuario, se utilizan varios algoritmos de búsqueda para encontrar el fichero original más probable. Esta "tolerancia a fallos" (a costa de un mayor complejidad) separa al Alias de equivalentes similares en otros sistemas como los enlaces simbólicos en Unix, o los accesos directos en Microsoft Windows, presentando similitudes con los accesos shadow en el Workplace Shell gráfico del sistema operativo OS/2.

## Marcas visibles
Desde System 7 hasta Mac OS 8.1, los alias se distinguían visualmente para el usuario por el hecho de que sus nombres de archivos estaban en cursiva. Para acomodar los lenguajes que no tienen cursiva (como el japonés), en Mac OS 8.5 se añadió otra marca distintiva, marcándola con una "flecha de alias" - una flecha negra con un pequeño borde blanco - similar a la utilizada para los accesos directos en Microsoft Windows.
En Mac OS X, los nombres de los archivos de alias no están en cursiva, pero se mantiene la marca de flecha.
El gestor de alias a nivel de sistema rastrea los alias y el original incluso si se mueve el original.

## Gestión de Alias
En System 7, la única forma de crear un alias era seleccionar el original y elegir "Make Alias" del Menú "File". Un alias, con el mismo nombre y "alias" anexionado sería creado en la misma carpeta. En versiones posteriores, sería posible crear alias por Drag 'n drop, mientras se desempeña el comando y las teclas de opción.
Mac OS 8.5 añadió una característica para re-conectar los alias que se habían roto por una razón u otra (cuando los simples algoritmos de búsqueda fallaban al encontrar un sustituto fiable.